# Rosenery Mello
Rosenery Mello do Nascimento Barcelos da Silva (Rio de Janeiro, 1965 - Rio de Janeiro, 4 de junho de 2011) foi uma modelo brasileira mais conhecida como a "Fogueteira do Maracanã" devido ao incidente conhecido como "Caso Rojas", ocorrido na partida de futebol entre Brasil e Chile, nas Eliminatórias da Copa do Mundo FIFA de 1990.

## O caso do foguete
"Fogueteira do Maracanã" foi o nome dado a Rosenery Mello, a pessoa a quem se atribui o lançamento de um sinalizador luminoso no gramado do estádio do Maracanã durante um jogo da Seleção Brasileira de Futebol pelas Eliminatórias da Copa do Mundo de 1990, o que lhe deu notoriedade internacional e gerou repercussões para ambas as seleções envolvidas.
Em 3 de setembro de 1989, aos 24 minutos do segundo tempo da partida do Brasil contra o Chile pelas eliminatórias da Copa do Mundo de 1990, foi lançado no gramado do estádio do Maracanã um sinalizador luminoso, do mesmo tipo utilizado em embarcações, que caiu próximo ao goleiro Roberto Rojas parecendo o atingir. Naquele momento o placar do jogo era 1 a 0 para o Brasil (gol de Careca) e o goleiro, aproveitando-se da situação, caiu no gramado supostamente ferido pelo artefato luminoso, o que causou a paralisação da partida.
O exame de corpo de delito do goleiro não confirmou queimaduras ou presença de pólvora no ferimento mas somente uma lesão perfuro-cortante o que ajudou a desmontar a versão do goleiro de que havia sido atingido pelo artefato sinalizador. As imagens de televisão, mostraram claramente o goleiro retirando algo de dentro da luva e passando na testa, assim que ele caiu ao chão, simulando ter sido atingido. Em entrevista à revista Placar, em 1995, Rojas declarou que o disparo do sinalizador foi uma coincidência: sabendo que sua equipe tinha poucas chances de vencer o Brasil, Rojas teve a ideia de cortar o próprio rosto, utilizando-se de um tipo de lâmina que ele guardava dentro da luva, para dar a impressão de que um torcedor teria lhe atirado uma pedra enquanto iria buscar uma bola fora.
Após ser desmascarado, Rojas afirmou “Me cortei com uma gilete e a farsa foi descoberta. Foi um corte à minha dignidade”.
Trinta e dois anos depois, as duas seleções tornaram a se enfrentar no mesmo estádio e o caso foi novamente trazido à tona pela mídia esportiva.

## Consequências pessoais
Em virtude deste fato, Rosenery foi presa em flagrante, passou a noite na delegacia da Praça da Bandeira e se tornou uma celebridade instantânea. À época do incidente, Rosenery tinha 24 anos de idade, era Secretária na Light, era casada e tinha um filho de 10 meses, chamado Wanderson. Foi liberada no dia seguinte por não haver notícia-crime contra ela.
Sua fama foi tal que concedeu inúmeras entrevistas na televisão e nos jornais e recebeu homenagens no Chile. A maior consequência para sua vida pessoal foi posar na capa da edição 172 da revista Playboy do Brasil, em novembro de 1989. Posou para a revista pela quantia de US$ 40.000,00, dois meses e meio depois do incidente, quantia esta que só compreende os valores de Direito de Imagem e não os de percentual sobre o preço de capa. Oito anos depois, em entrevista à revista Placar, reconheceu que não soubera aproveitar os benefícios advindos da fama e que acabou gastando tudo em diversão e viagens.

## Após a fama
Como tantos outros casos de fama instantânea, Rosenery acabou caindo no esquecimento pouco tempo depois. Segundo a mídia, em 2007, após o episódio, Rosenery mudou-se para Brasília, onde procurou fugir do assédio da imprensa, e passou a vender cachorro-quente na QI 22. Depois retornou ao estado do Rio de Janeiro, mais precisamente para a cidade de Araruama, na região dos Lagos, onde era proprietária de um bar.
Após a fama, casou-se com um militar da Marinha, com quem teve outros dois filhos.
Em 4 de junho de 2011, aos 45 anos, Rosenery teve morte cerebral no Hospital Naval Marcílio Dias, no Rio de Janeiro após cirurgia depois de ter sofrido um aneurisma cerebral. A família informou que pretendia doar os órgãos de Rosenery. Foi enterrada no dia  6 de junho de 2011.
Mesmo tendo caído no esquecimento pouco após a capa da revista Playboy, sua morte foi amplamente divulgada pela mídia especializada em futebol.